# Popești (okręg Călărași)
Popești – wieś w Rumunii, w okręgu Călărași, w gminie Vasilați. W 2011 roku liczyła 429 mieszkańców.